# Vilella (Sarroca de Bellera)
Vilella es un pueblo del municipio de Sarroca de Bellera, en la comarca del Pallars Jussá de la provincia de Lérida. Formaba parte del término primitivo de Sarroca de Bellera.

## Descripción

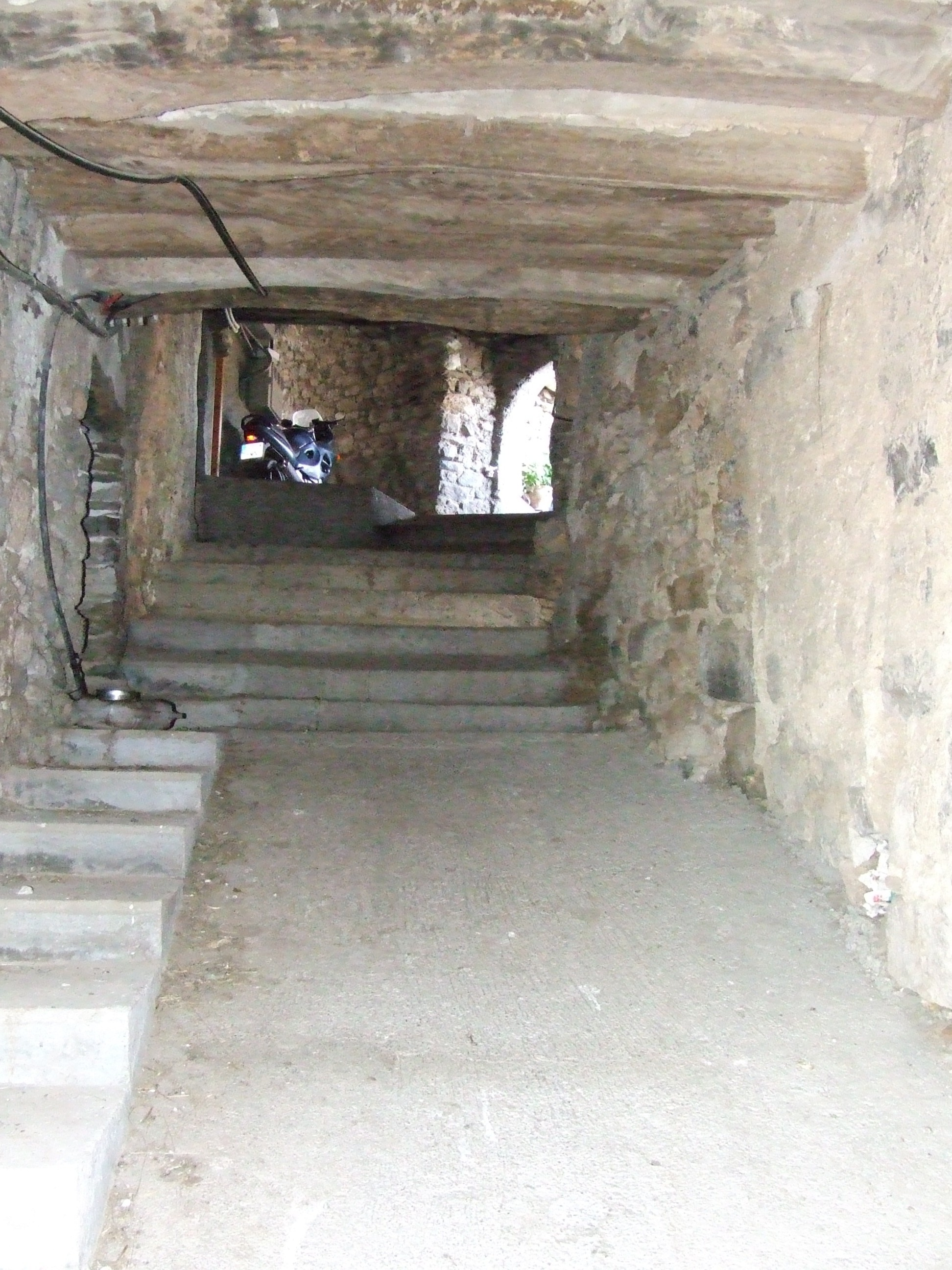
Calle por debajo de las casas.

Está situado a menos de 500 metros en línea recta al norte de su cabeza de municipio, pero unos cien metros más elevado. Se llega por una pista rural asfaltada que en 2,5 km de recorrido sube hasta el pueblo.
Es un pueblo cercado muy característico, ya que la mayor parte de sus dos calles interiores transcurren por debajo de las mismas casas. Tres portales permitían acceder. Las paredes exteriores, que forman una figura casi circular son de bastante altura, sobre todo por el lado que mira en Sarroca de Bellera.
Vilella tiene una capilla dedicada a san Esteban. Actualmente está derruida, y, solo se puede apreciar las cuatro paredes maestras, el resto es un montón de ruinas. Una parte de los elementos conservados, sin embargo, hacen pensar que una parte de la iglesia era románica.

## Historia
En 1381, en un censo, Vilella tenía 5 fuegos (unos 25 habitantes), que habían pasado a ser 10 en 1981, y 8 en 2005.
A principios del siglo XXI, y desde algunos años antes, de las pocas casas que ya tenía Vilella, sólo han quedado dos habitadas: Casa Sellent y Casa Jaume.